# جریان باردار
برهم‌کنش جریان باردار یکی از راه‌هایی است که ذرات زیر اتمی از آن طریق می‌توانند توسط نیروی هسته‌ای ضعیف با یکدیگر تعامل داشته باشند. این برهم‌کنش به واسطه بوزون‌های +W و -W انجام می‌شود.